# Johan Sälle
Johan Sälle, född 1967 i Örebro och uppvuxen i Lindesberg ä en svensk ishockeyspelare.
Han började spela ishockey i fem sex-årsåldern och började satsa på riktigt efter att ha blivit uttagen till Örebro läns tv-pucklag 1982. När Mif storsatsade 1988 flyttade han från föräldrahemmet till Malmö.
Efter att för Malmö Redhawks tagit två SM-guld (1992, 1994), spelat åtta säsonger och knappt 200 elitseriematcher bytte Johan Sälle klubb till tyska Ratingen Löwen.
Johan Sälle avslutade sin ishockeykarriär i Danmark.
Johan Sälle för tradition vidare och är numera huvudtränare för Malmö Redhawks P-03.